# Rapla (comune rurale)
Rapla è un comune rurale dell'Estonia centrale, nella contea di Raplamaa. Il centro amministrativo è l'omonima città (in estone linn) di Rapla.

## Località
Accanto al capoluogo, il comune comprende tre borghi (in estone alevik), Alu, Hagudi e Kuusiku, e 38 località (in estone küla):
Alu-Metsküla - Aranküla - Hagudi - Iira - Juula - Kalevi - Kelba - Kodila - Kodila-Metsküla - Koigi - Kuku - Kuusiku-Nõmme - Kõrgu - Lipstu - Mahlamäe - Mõisaaseme - Mällu - Nõmme - Oela - Ohulepa - Oola - Palamulla - Purila - Raka - Ridaküla - Röa - Seli - Seli-Nurme - Sikeldi - Sulupere - Tapupere - Tuti - Tõrma - Uusküla - Valtu - Väljataguse - Äherdi - Ülejõe.